# Ministeri de Cultura i Esport de Grècia
El Ministeri de Cultura i Esport (en grec:Υπουργείο Πολιτισμού και Τουρισμού) va ser un departament governamental de Grècia encarregat de la preservació del patrimoni cultural del país, de les arts, així com els esports, a través de la subordinació de la Secretaria General per a l'Esport. Establert durant el règim dels coronels en 1971 com el Ministeri de Cultura (Υπουργείο Πολιτισμού), va rebre després el seu nou nom, a l'octubre de 2009, quan el Ministeri de Desenvolupament Turístic es va fusionar amb ell. El Ministeri va deixar d'existir el 21 de juny de 2012, quan el Ministeri de Turisme es va restablir com un departament separat, i el Ministeri de Cultura es va fusionar amb el Ministeri d'Educació, Aprenentatge Permanent i Afers Religiosos per formar el Ministeri d'Educació, Afers Religiosos, Cultura i Esport.

## Llista dels Ministres de Cultura i Ciència (1971-1985)
| #  |  | Nom                             | Entrada                | Sortida                | Partit                           |
| -- |  | ------------------------------- | ---------------------- | ---------------------- | -------------------------------- |
| 1. |  | Konstandinos Panagiotakis       | 26 d'agost de 1971     | 25 de novembre de 1973 |                                  |
| 2. |  | Dimitrios Tsakonas              | 25 de novembre de 1973 | 24 de juliol de 1974   |                                  |
| 3. |  | Konstandinos Tsatsos            | 26 de juliol de 1974   | 10 d'octubre de 1974   | Unió Nacional Radical            |
| 4. |  | Ioannis Michail Panagiotopoulos | 10 d'octubre de 1974   | 21 de novembre de 1974 |                                  |
| 5. |  | Konstandinos Trypanis           | 21 de novembre de 1974 | 28 de novembre de 1977 | Nova Democràcia                  |
| 6. |  | Georgios Plitas                 | 28 de novembre de 1977 | 25 de setembre de 1978 | New Democracy                    |
| 7. |  | Demetrios Nianias               | 25 de setembre de 1978 | 9 de maig de 1980      | Nova Democràcia                  |
| 8. |  | Andreas Andrianopoulos          | 10 de maig de 1980     | 19 d'octubre de 1981   | Nova Democràcia                  |
| 9. |  | Melina Merkuri                  | 21 d'octubre de 1981   | 26 de juliol de 1985   | Moviment Socialista Panhel·lènic |

## Llista dels Ministres de Cultura i Esport (1985-2009)
| #   |  | Nom                              | Entrada                | Sortida                | Partit                           |
| --- |  | -------------------------------- | ---------------------- | ---------------------- | -------------------------------- |
|     |  | Melina Merkuri                   | 26 de juliol de 1985   | 1 de juliol de 1989    | Moviment Socialista Panhel·lènic |
| 10. |  | Georgios Mylonas (1r mandat)     | 2 de juliol de 1989    | 23 de novembre de 1989 | New Democracy                    |
| 11. |  | Sotiris Kouvelas                 | 23 de novembre de 1989 | 12 de febrer de 1990   | Nova Democràcia                  |
|     |  | Georgios Mylonas (2n mandat)     | 12 de febrer de 1990   | 11 d'abril de 1990     | Nova Democràcia                  |
| 12. |  | Tzannis Tzannetakis              | 11 d'abril de 1990     | 8 d'agost de 1991      | Nova Democràcia                  |
| 13. |  | Anna Psarouda-Benaki             | 8 d'agost de 1991      | 3 de desembre de 1992  | Nova Democràcia                  |
| 14. |  | Dora Bakoyanni                   | 3 de desembre de 1992  | 13 d'octubre de 1993   | Nova Democràcia                  |
|     |  | Melina Merkuri (2n mandat)       | 13 d'octubre de 1993   | 6 de març de 1994      | Moviment Socialista Panhel·lènic |
| 15. |  | Thanos Mikroutsikos              | 16 de març de 1994     | 22 de gener de 1996    | Moviment Socialista Panhel·lènic |
| 16. |  | Stavros Benos                    | 22 de gener de 1996    | 26 de setembre de 1996 | Moviment Socialista Panhel·lènic |
| 17. |  | Evànguelos Venizelos (1r mandat) | 26 de setembre de 1996 | 19 de febrer de 1999   | Moviment Socialista Panhel·lènic |
| 18. |  | Elisavet Papazoi                 | 19 de febrer de 1999   | 13 d'abril de 2000     | Moviment Socialista Panhel·lènic |
| 19. |  | Theodoros Pangalos               | 13 d'abril de 2000     | 20 de novembre de 2000 | Moviment Socialista Panhel·lènic |
|     |  | Evànguelos Venizelos (2n mandat) | 20 de novembre de 2000 | 10 de març de 2004     | Moviment Socialista Panhel·lènic |
| 20. |  | Kostas Karamanlís                | 10 de març de 2004     | 15 de febrer de 2006   | Nova Democràcia                  |
| 21. |  | Georgios Voulgarakis             | 15 de febrer de 2006   | 19 de setembre de 2007 | Nova Democràcia                  |
| 22. |  | Michalis Liapis                  | 19 de setembre de 2007 | 8 de gener de 2009     | Nova Democràcia                  |
| 23. |  | Andonis Samaràs                  | 8 de gener de 2009     | 5 d'octubre de 2009    | Nova Democràcia                  |

## Llista dels Ministres de Cultura i Turisme (des de 2009)
| #   |  | Nom                        | Entrada             | Sortida            | Partit                           |
| --- |  | -------------------------- | ------------------- | ------------------ | -------------------------------- |
| 24. |  | Pavlos Geroulanos          | 7 d'octubre de 2009 | 17 de maig de 2012 | Moviment Socialista Panhel·lènic |
| 25. |  | Tatiana Karapanagioti      | 17 de maig de 2012  | 21 de juny de 2012 | govern de transició              |
| 26. |  | Konstandinos Arvanitópulos | 21 de juny de 2012  | 25 de juny de 2013 | Nova Democràcia                  |
| 27. |  | Panos Panagiotópulos       | 25 de juny de 2013  | 10 de juny de 2014 | Nova Democràcia                  |
| 28. |  | Konstantinos Tasoulas      | 10 de juny de 2014  | En el càrrec       | Nova Democràcia                  |